# Набережний (Кармаскалинський район)
На́бережний (рос. Набережный, башк. Набережный) — присілок у складі Кармаскалинського району Башкортостану, Росія. Входить до складу Савалеєвської сільської ради.
Населення — 6 осіб (2010; 10 в 2002).
Національний склад:
- башкири — 100 %